# Эшевены
Эшеве́ны (фр. échevins) — в средневековой феодальной Франции должностные лица, преимущественно в северных городах, имевшие административные и судебные полномочия. Либо назначались сеньорами, либо избирались горожанами. Формировали коллегии, которые возглавлял прево, глава купцов и городской глава. Также ведали торговлей и ценами на рынках, иногда городскими налогами.
Должность ликвидирована во время французской революции декретом от 14 декабря 1789 года.

## История

### Территории
Чаще всего эшевенами называли членов городских советов в некоторых областях Франции, преимущественно на старой территории франкской оккупации и соседних землях. Так, название эшевенов для членов городских советов использовалось в Артуа, Фландрии, Амьенском округе, Понтье.
В Нормандии, где господствовала система так называемых «Руанских установлений» (фр.) со сложной системой советов, эшевенами назывались члены одной из коллегий. После 1321 г. эшевены в Руане исчезли, но вновь появились в 1389 г. в другом виде, уже не 12, а 6; они избирались на три года горожанами и составляли ядро городского совета.
Коллегия эшевенов могла быть и пожизненной (например, в Лилле после реформы 1235 г.).

### Судебные заседатели
Эшевены, прежние скабины, созданные реформой Карла Великого, были судебными заседателями.
В эпоху феодализации они были поглощены сеньориальным режимом и сделались всюду, где существовали, заседателями при вотчинном суде сеньора. Коммунальная революция в большинстве случаев стёрла этот институт, а названием эшевенов воспользовались для создания городского совета, которому и были переданы судебные функции. Эшевены, о которых говорилось выше, не имели по большей части ничего общего с сеньориальными должностными лицами.
Известна и другая коллегия эшевенов, которая часто существовала рядом с городским советом коммуны, но носила совершенно иной характер. Эти эшевены — чисто судебная коллегия; никаких административных функций, как у советов, у них не имелось. Они сохраняли за собой старые сеньориальные титулы, выбирались сеньором и вели судебное разбирательство под председательством должностного лица, назначенного сеньором. Эти эшевены представляли любопытный пережиток старого порядка. Они выбирались из числа горожан, то есть членов коммуны, и судили горожан, то есть людей, не подчинённых сеньору, а между тем назначались сеньором. Это не вотчинный суд, но это и не суд коммунальный. Известия о нём появляются не раньше XIII века и очень скудны. По-видимому, назначение сеньорами — простая фикция, которая совершенно не мешала эшевенам делать своё свободное дело.
Функции их не везде были одинаковы. Благодаря сеньориальному назначению, враги коммун относились к ним снисходительно: суд эшевенов, сеньориальный по имени, вольный по существу, часто переживал гибель коммун и становился на место уничтоженных коммунальных органов.
Титул эшевенов сохранился и позднее, но институт не перешёл в новое время, его сменили мэры и муниципальные (городские) советы.